# INO-4800
이노비오의 백신 INO-4800 또는 pGX9501(DNA백신)은 전세계 백신개발 업체 중 개발속도가 가장 빠른 축이다. 특히 약 1종만 투약하면 예방과 치료를 모두 할 수 있도록 개발중이다. 미국 나스닥 상장사인 이노비오는 한국계 미국인 과학자 조셉 김 박사(51)가 1979년에 세운 미국 바이오기업이다. 암, 전염병의 예방과 치료를 위한 DNA 백신과 치료제를 개발하고 있다. 미국 FDA는 과거 메르스 DNA백신 개발에 성공한 것을 바탕으로 이노비오의 코로나19 백신 동물 독성시험을 면제했다. INO-4800의 임상시험은 4월 6일 미국에서 시작되었는데, 이는 전세계에서 가장 빠른 편이다.
2020년 4월 16일, 국제백신연구소(IVI)는 전염병대비혁신연합(CEPI)이 미국 이노비오에 코로나 19 백신 후보물질(INO-4800)의 한국 임상시험에 대해 690 만 달러(약 84억원)의 연구비를 제공했다. IVI는 한국에 본부를 둔 백신개발 국제기구이다.

## 임상 2상
2020년 12월 17일 중국에서 임상 2상을 시작하였다. 하지만 백신의 효능이 좋지못하여 부스터샷 용으로 변경되었다.

## 같이 보기
- 코로나19 백신
- DNA 백신